# Dainville
Dainville là một xã của tỉnh Pas-de-Calais, thuộc vùng Hauts-de-France, miền bắc nước Pháp.

## Dân số
| 1962                                                           | 1968 | 1975 | 1982 | 1990 | 1999 |
| -------------------------------------------------------------- | ---- | ---- | ---- | ---- | ---- |
| 2188                                                           | 2971 | 4839 | 5758 | 5693 | 5392 |
| Census count starting from 1962: Population without duplicates |      |      |      |      |      |

## Thành phố kết nghĩa
- Whitstable, Kent, England